# Гиперновая звезда

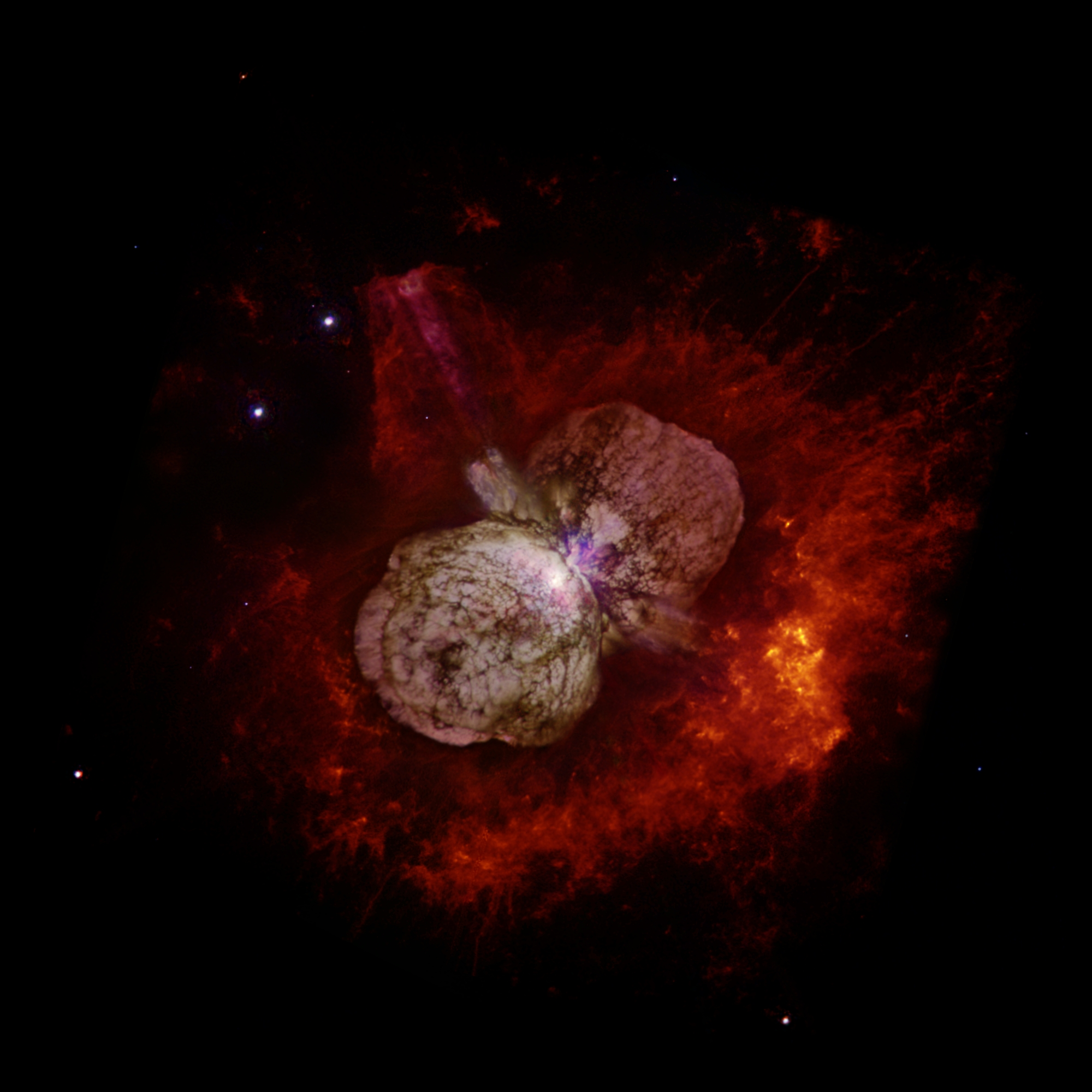
Эта Киля, в созвездии Киля, один из ближайших кандидатов в будущую гиперновую

Гиперновая — взрыв сверхмассивной звезды (с массой более 20 масс Солнца) после коллапса её ядра; коллапс ядра происходит после того, как в нём истощается топливо для поддержания термоядерных реакций. То есть это очень большая (сверхмощная) сверхновая.
С начала 1990-х годов были замечены столь мощные взрывы звёзд, что сила каждого взрыва превышала мощность взрыва обычной сверхновой примерно в 10 раз, а энергия взрыва превышала 1045 джоулей. К тому же многие из этих взрывов сопровождались длинными гамма-всплесками. Сегодня термин «гиперновая» используется также для описания взрывов звёзд с массой в 100—150 и более солнечных масс.
Термин «гиперновая» придумал американский астрофизик Стэнфорд Вусли.
Термин коллапсар (от англ. collapsed star — сколлапсировавшая звезда) первоначально означал продукт гравитационного коллапса — чёрную дыру. В настоящее время это слово иногда относят к определённой модели коллапса быстро вращающейся звезды.
Гиперновые могут создать серьёзную угрозу Земле вследствие характерной для них гамма-лучевой вспышки, но в настоящее время вблизи Солнечной системы нет столь опасных звёзд.
Некоторые учёные считают, что  440 миллионов лет назад имел место взрыв гиперновой звезды недалеко от Солнечной системы и удар по Земле гамма-лучевым потоком от этого события оказался столь мощным, что он вызвал Ордовикско-силурийское вымирание: исчезли более 60 % видов морских беспозвоночных. Однако, это не является преобладающей теорией вымирания в тот период и нет прямых доказательств такого взрыва.

## Коллапс звезды
В последние годы большой объём данных наблюдений гамма-всплесков значительно улучшил наше понимание этих событий, и стало ясно, что в численных моделях коллапса получаются взрывы, которые отличаются от взрывов обычных сверхновых.
Некоторые самые массивные звёзды в конце жизни переходят в стадию, на которой они называются звёздами Вольфа-Райе (их совсем немного — в астрономических каталогах лишь несколько сотен относят к данному классу), на этом этапе они испускают плотные и быстрые потоки звёздного ветра. Такая стадия длится несколько сотен тысяч лет (что по астрономическим меркам ничтожно, для сравнения: Солнцу около пяти миллиардов лет). При этом звезда вращается всё быстрее и быстрее и в конце концов она взрывается как гиперновая.
Ядро массивной звезды при гравитационном коллапсе превращается в чёрную дыру.
Если сколлапсировавшая звезда быстро вращалась, то вокруг чёрной дыры может образоваться массивный аккреционный диск. За счёт нейтринного нагрева или под воздействием механизма Блэнфорда-Знаека могут быть сформированы два мощных релятивистских джета, выбрасываемые в направлении полюсов вращения умирающей звезды почти со скоростью света (эти релятивистские струи могут объяснить гамма-всплески, которые иногда наблюдаются при взрывах гиперновых).

### Коллапсар

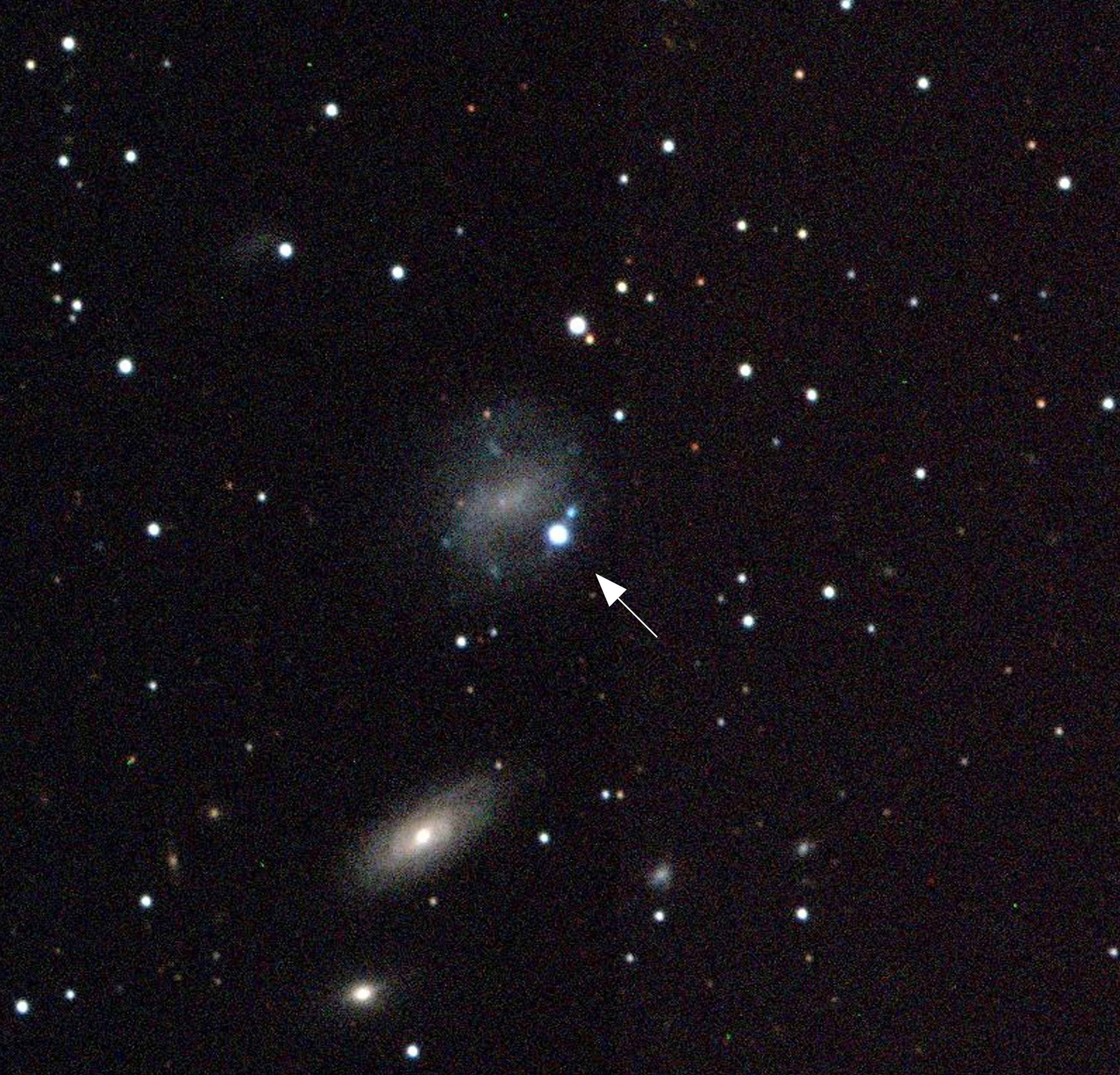
Изображение ESO гиперновой SN 1998bw в спиральном рукаве галактики ESO 184-G82

Слово «коллапсар» используется как название гипотетической модели, в которой быстро вращающаяся звезда Вольфа-Райе с массой ядра около 30 солнечных масс формирует вращающуюся чёрную дыру, которая поглощает вещество падающей на неё звёздной оболочки. При этом могут быть сформированы релятивистские джеты с релятивистской скоростью (с фактором Лоренца более 100). Благодаря таким скоростям струйные выбросы коллапсаров могут быть быстрейшими из известных выбросов небесных тел. Таким образом коллапсар, начинаясь как «неудачная» сверхновая, превращается во взрыв гиперновой.
Считается, что коллапсары — основная причина длительных (> 2 секунд) гамма-всплесков. Мощная струя, выбрасываемая вдоль оси вращения чёрной дыры, может сгенерировать направленный поток высокоэнергетического излучения. Наблюдатель может зарегистрировать такую вспышку, если находится вблизи направления релятивистской струи.
В качестве примера коллапсара можно привести необычные сверхновые SN 1998bw и SN 2003dh, связанные с гамма-всплесками GRB 980425 и GRB 030329 соответственно. Звёзды были классифицированы как сверхновые типа Ic из-за особенностей их спектра. В радиодиапазоне наблюдались свидетельства наличия релятивистских скоростей при взрыве.

### Парно-нестабильная сверхновая
Ещё одним видом гиперновой является парно-нестабильная сверхновая. В такой сверхновой рождение пар вызывает резкое падение давления в звёздном ядре, что приводит к быстрому частичному коллапсу, который и становится причиной резкого повышения температуры и давления, приводящего к взрывному термоядерному возгоранию и полному взрыву звезды.
Сверхновая SN 2006gy была, возможно, первым наблюдавшимся примером такого типа сверхновых. Эта сверхновая наблюдалась в галактике, находящейся в 240 миллионах световых лет (72 млн парсек) от Млечного Пути.

## Наблюдения
Звёзды, способные взорваться как гиперновые, встречаются очень редко, потому что для этого звезда должна быть очень массивной, быстро вращаться и, возможно, иметь сильное магнитное поле. Предполагается, что в нашей Галактике гиперновая взрывается, в среднем, один раз в 200 миллионов лет.
Астрономы наблюдают гиперновые звёзды в виде длинных гамма-всплесков, продолжающихся не менее двух секунд (существуют также и короткие гамма-всплески, связанные со столкновением нейтронных звёзд). Такое событие ещё не регистрировалось в Млечном Пути, но в 2018 году астрономы обнаружили в ней первый объект, который в ближайшем (по астрономическим меркам) будущем, скорее всего, взорвётся как гиперновая — система 2XMM J160050.7-514245 была открыта с помощью самого большого в мире оптического телескопа VLT и находится она всего в 8000 световых лет от Земли, в южном созвездии Наугольника.